# Згорнє Пирниче
Згорнє Пирниче (словен. Zgornje Pirniče) — поселення в общині Медводе, Осреднєсловенський регіон, Словенія. 
Висота над рівнем моря: 339,8 м.